# El Mirador, Ozuluama de Mascareñas
El Mirador är en ort i Mexiko.   Den ligger i kommunen Ozuluama de Mascareñas och delstaten Veracruz, i den sydöstra delen av landet, 280 km norr om huvudstaden Mexico City. El Mirador ligger 41 meter över havet och antalet invånare är 140.
Terrängen runt El Mirador är platt. Runt El Mirador är det ganska tätbefolkat, med 58 invånare per kvadratkilometer. Närmaste större samhälle är Paso Real, 7,3 km norr om El Mirador. Trakten runt El Mirador består till största delen av jordbruksmark.